# Bosua
Bosua is een bestuurslaag in het regentschap Kepulauan Mentawai van de provincie West-Sumatra, Indonesië. Bosua telt 1298 inwoners (volkstelling 2010).